# کانیژا
کانیژا (صربی: Kanjiža; مجاری: Magyarkanizsa) یک شهرستان در ناحیه بانات شمالی، صربستان است. کانیژا ۳۹۸٫۸۶ کیلومتر مربع مساحت و ۹٬۸۷۱ نفر جمعیت دارد و در ۸۰ متر بالاتر از سطح دریا واقع شده‌است.

## خواهرخوانده
شهرهای بودااورش، دوناهاراستی، فرنتس‌واروش، کیش‌کون‌هالاش، نادی‌کانیژا، کرالوسکی خلمتس، روسکه، سفنتو گئورگه، Felsőzsolca، تاتا، سویلایناتس و سوبتیتسا خواهرخوانده‌های کانیژا هستند.